# KTLK
Koordinaten: 44° 38′ 48″ N, 93° 23′ 31″ W
| KTLK |

KTLK "The Patriot", ist ein konservativer, kommerzieller Talkradio-Sender in Minneapolis, Minnesota. Der Sender versorgt den Ballungsraum Minneapolis und St. Paul ("Twin Citys") hauptsächlich mit den Shows von Premiere Networks. Neben einzelnen eigenproduzierten Sendungen werden die Programme von Rush Limbaugh, Sean Hannity, Glenn Beck, Joe Pags und Coast to Coast AM mit George Noory gesendet. Der Werbespruch der Station lautet "Twin Cities News Talk - Because Minnesota deserves the truth."
KTLK gehört zur Senderfamilie des Branchenprimus iHeartMedia. Zusammen mit KFI gehört KTLK zu den stärksten Mittelwellensendern von iHeartMedia auf dem Markt in Minnesota; daneben besitzt das Unternehmen einer Reihe weiterer UKW-Sender und dominiert den wichtigen Radiomarkt der "Twin Cities" (Platz 15. im US-Top 100 Ranking).

## Geschichte
KTLK ist die älteste Radiostation in Minnesota und ging am 23. Dezember 1923 als KFMT auf Sendung.
KTLK wechselte seine Sendefarbe in ein strikt konservatives Talkradio mit dem Beginn der Rush Limbaugh Show auf dem Sender. Limbaugh hatte von der leistungsstarken Clear Channel Station KFI zu der schwächeren Schwesterstation KTLK gewechselt("its weaker-signaled sister station" Bryan Lowry).